# Escritório

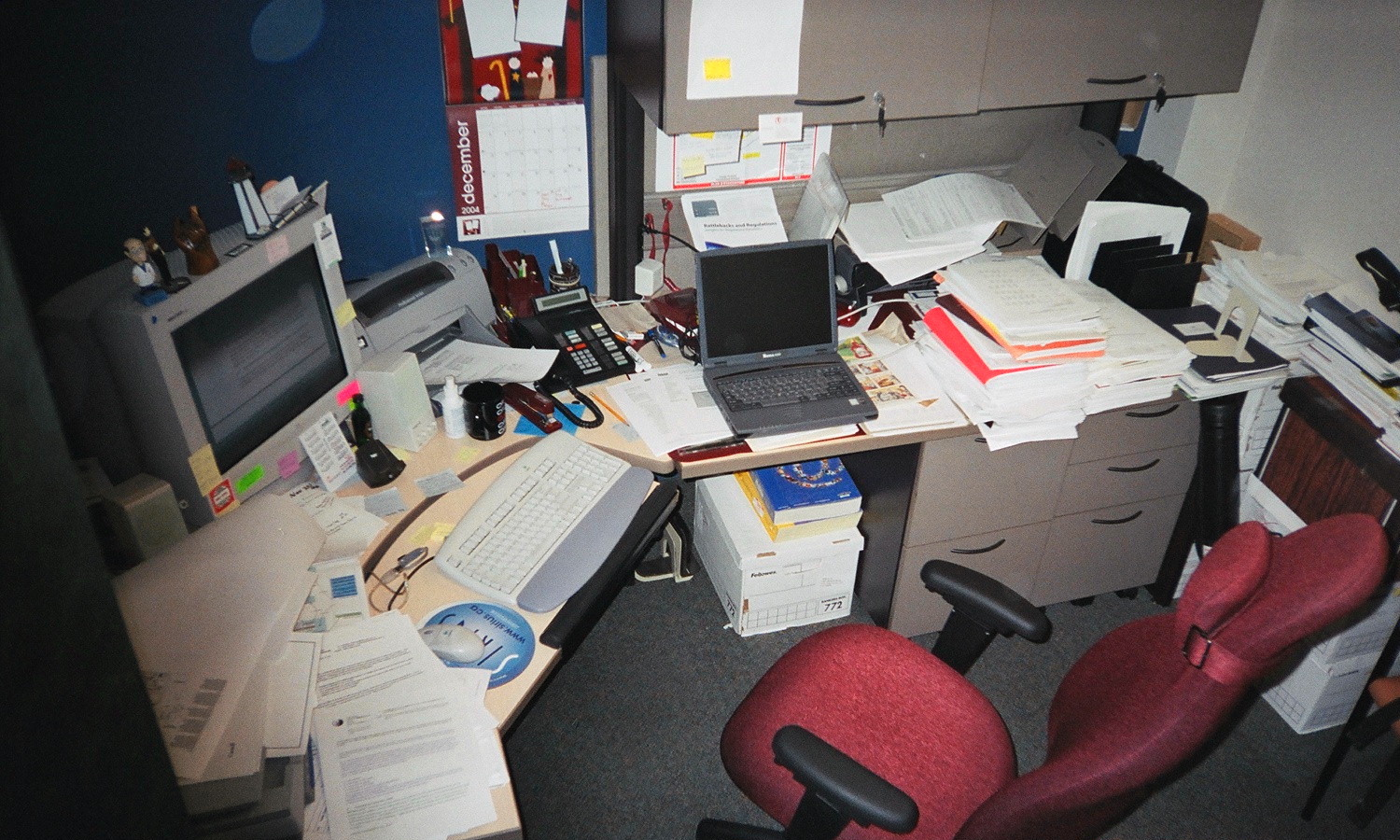
Sala típica de escritório.

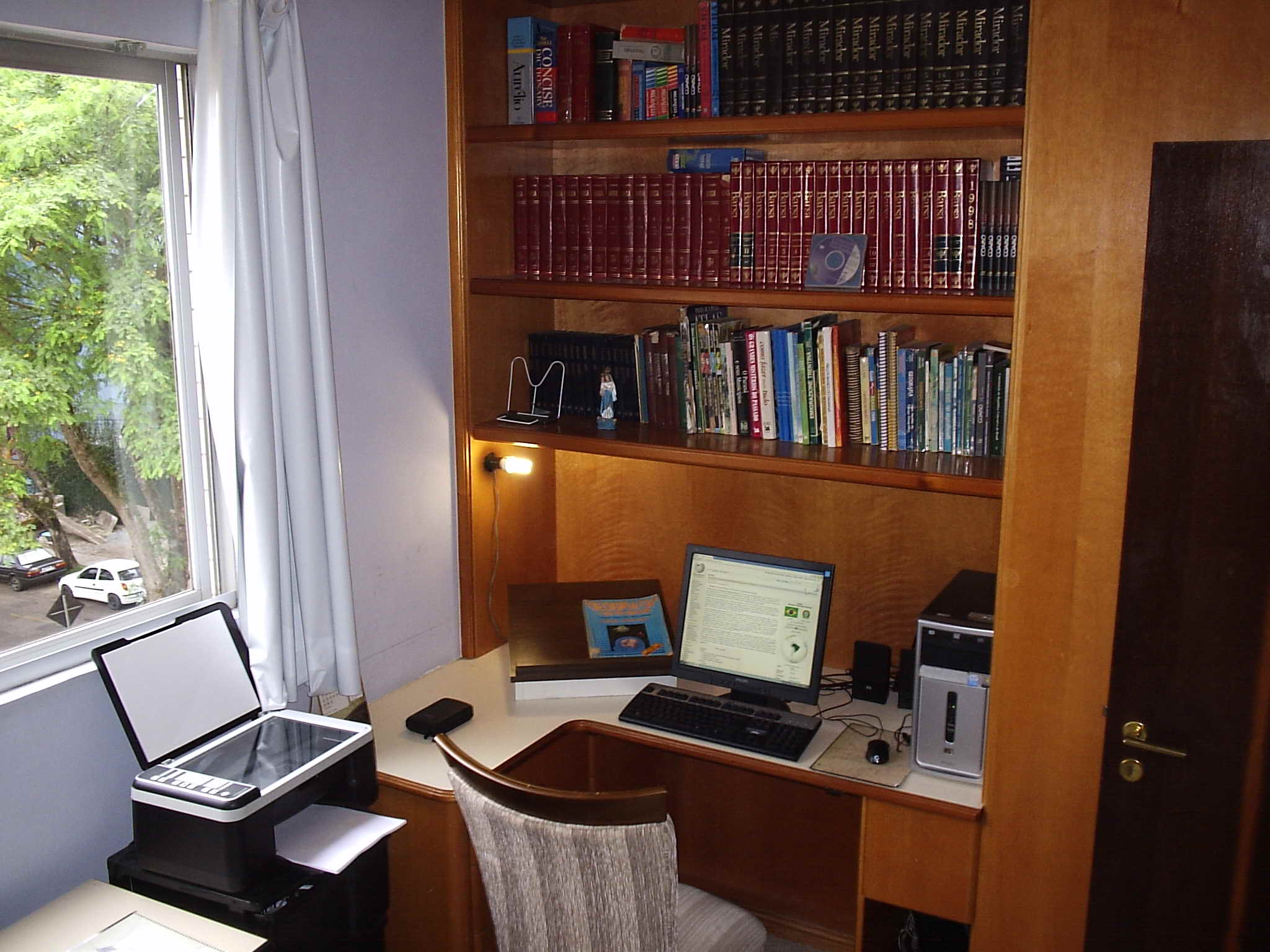
Um típico escritório brasileiro de classe média.

Um escritório (do latim scriptorium) ou gabinete é o cômodo de uma casa que é usado como espaço para estudo e trabalho. Também costuma ser a divisão das empresas dedicada à escrita e papéis onde as pessoas se compenetram para colocação do correio em ordem, das obrigações fiscais. Um papel associativo é o local de arquivo dos papéis.
É composto por mesa de escrita, cadeira de escritório — ambas as peças adequadas ergonomicamente à actividade exigida de escrita. Também se encontra uma estante de livros, para a consulta como para arquivo de papéis e pastas.
Em algumas casas, onde o escritório é espaçoso, também costuma existir um sofá dedicado à leitura descontraída. Em algumas empresas, formas de divisão evitam os barulhos externos.